# Lutjanus argentiventris

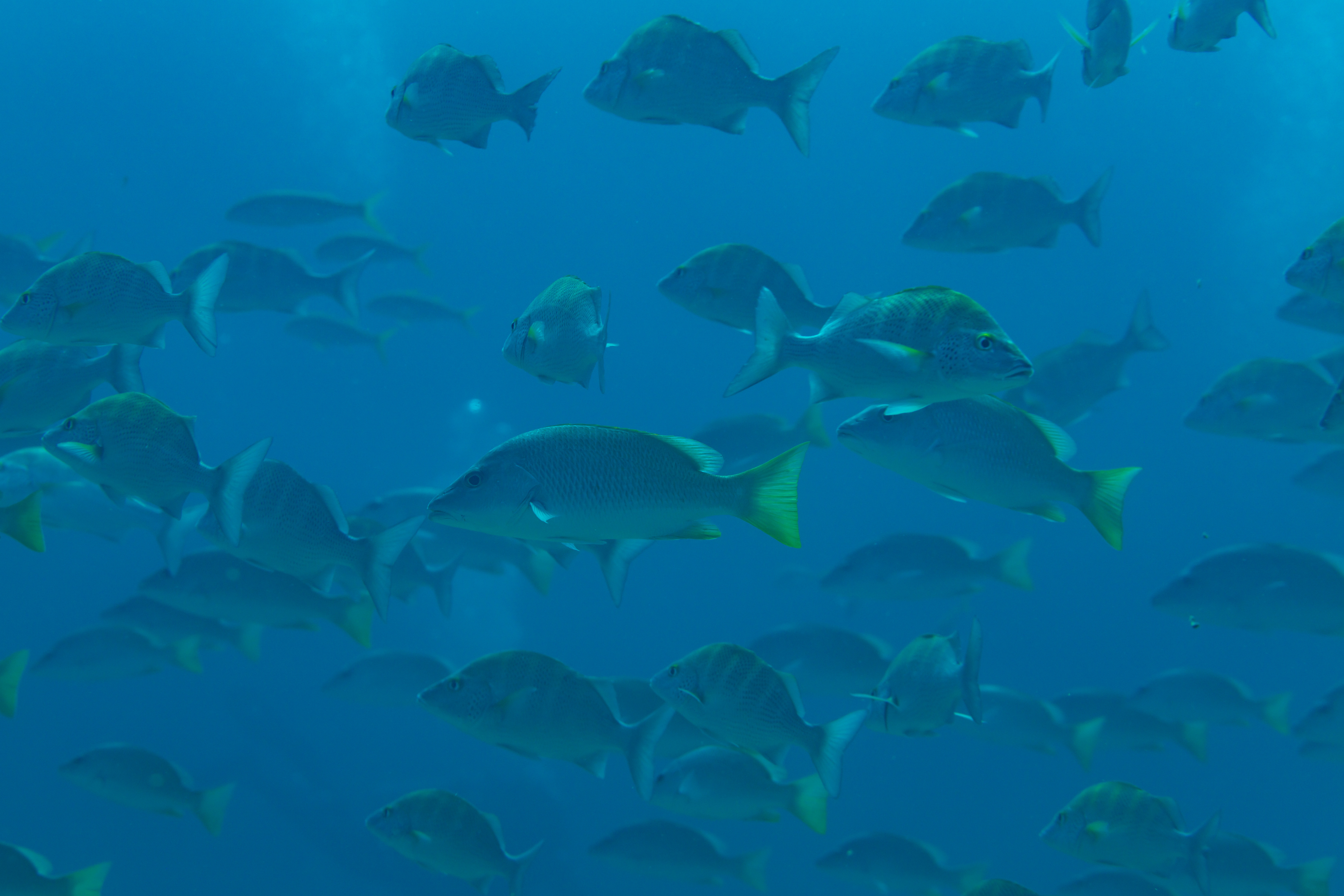
Grupo de Lutjanus argentiventris, Baja California, México.

Lutjanus argentiventris es una especie de peces de la familia Lutjanidae en el orden de los Perciformes.

## Morfología
• Los machos pueden llegar alcanzar los 71 cm de longitud total y 13 kg de peso.

## Alimentación
Come pescados, gambas, cangrejos y moluscos.

## Hábitat
Es un pez de mar de clima tropical y asociado a los  arrecifes de coral que vive entre 3-60 m de profundidad.

## Distribución geográfica
Se encuentra desde el sur de California hasta el Perú, incluyendo las Islas Galápagos.

## Uso comercial
Se comercializa fresco o congelado.